# Port de Pärnu
Le port de Pärnu (estonien : Pärnu sadam) est un port de Pärnu en Estonie.

## Présentation
Le port est situé des deux côtés du fleuve Pärnu.
La première mention du port remonte au XIIIe siècle.
L'essor du port a commencé à la fin du XVIIIe siècle et au début du XIXe siècle. 
Les principales exportations du port sont le bois et le lin.
Dabns les années 2020, le port propose des traversées régulières vers Kihnu et Ruhnu.

## Galerie

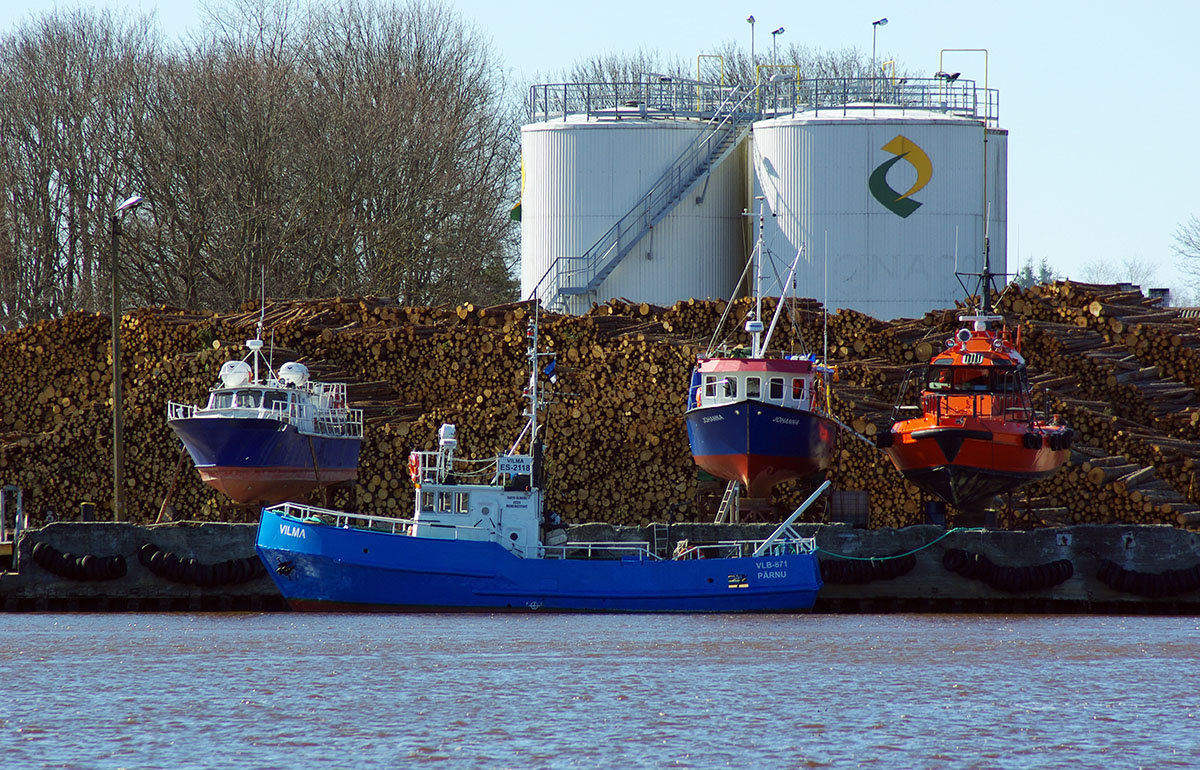
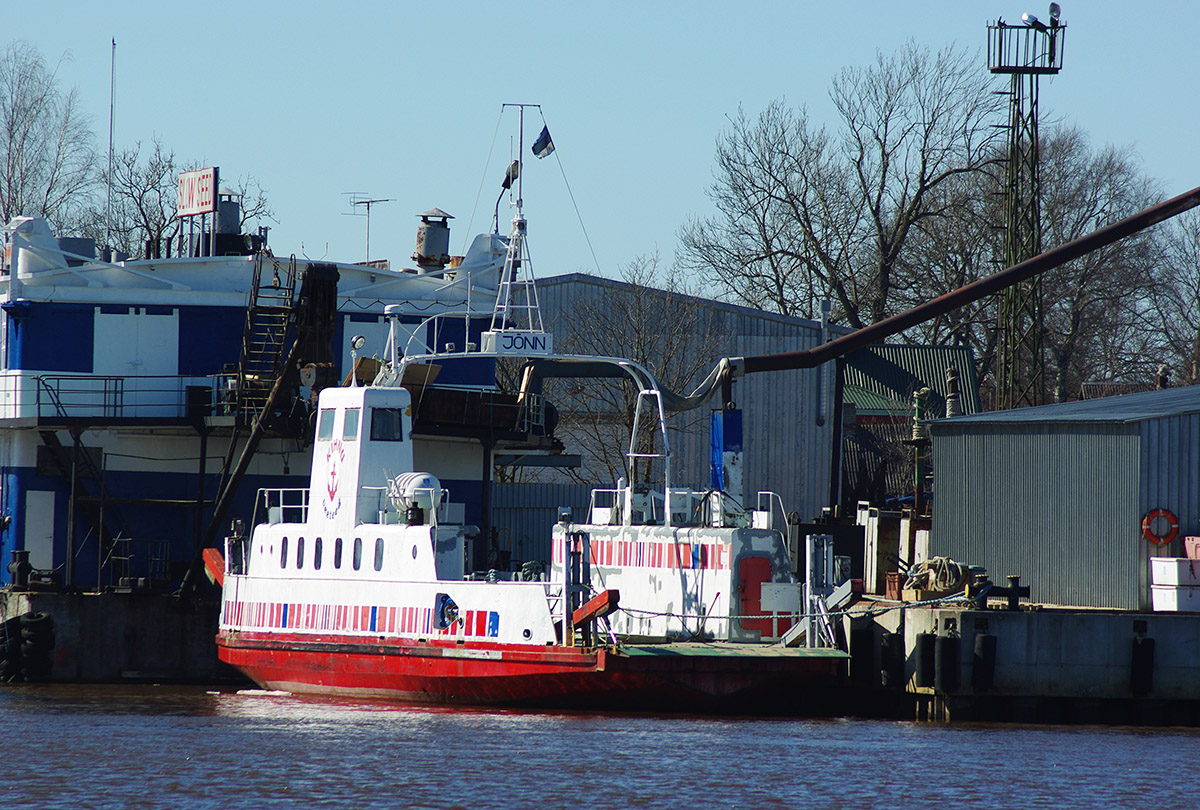
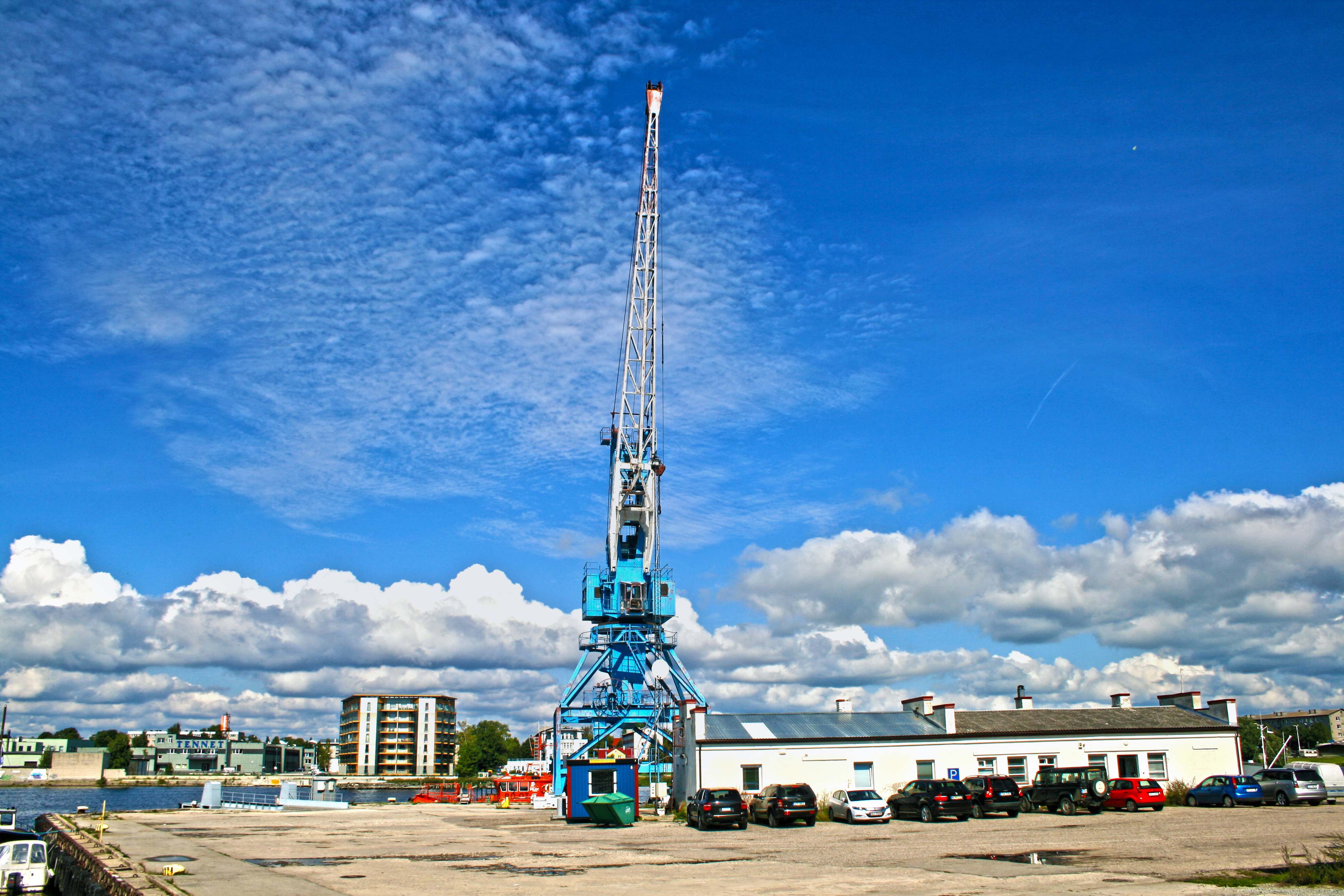
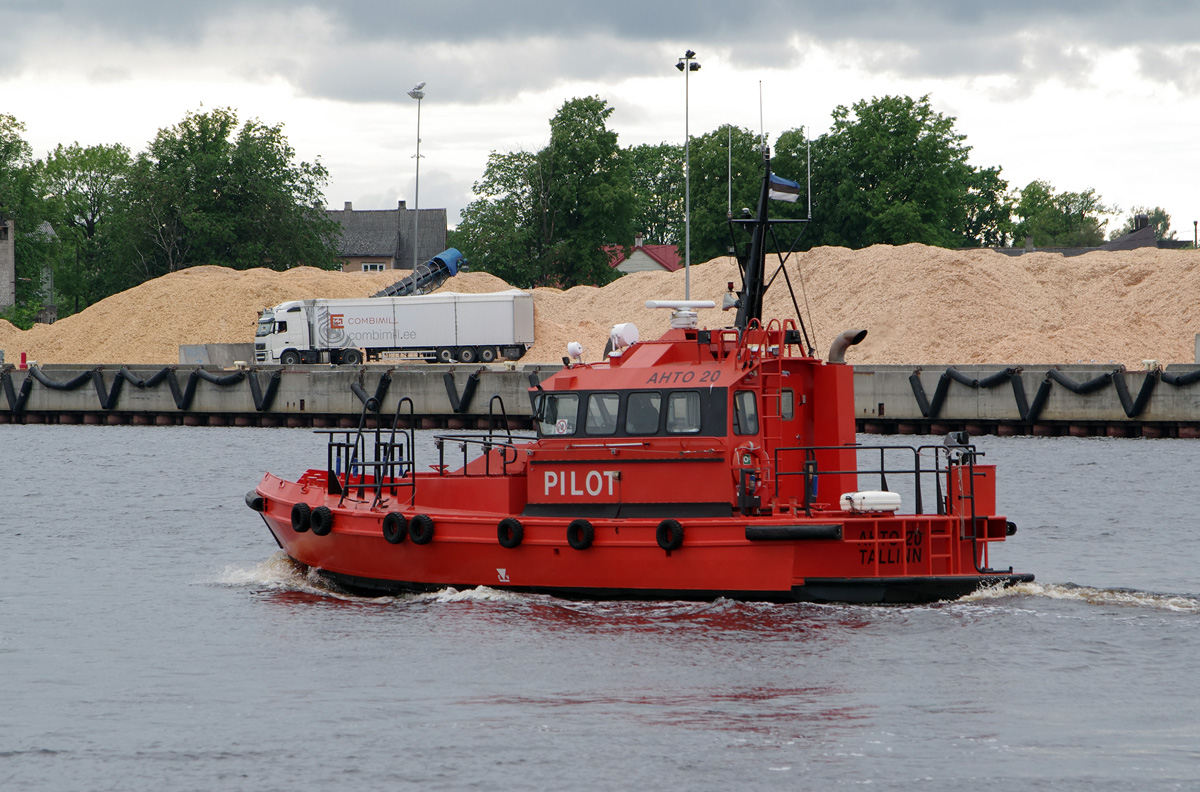